# La Folie du jazz
Pour plus de détails, voir Fiche technique et Distribution.
La Folie du jazz (titre original : Jazzmania) est un film américain réalisé par Robert Z. Leonard et sorti en 1923.

## Fiche technique
- Titre original : Jazzmania
- Réalisation : Robert Z. Leonard
- Scénario : Edmund Goulding
- Production : Tiffany Pictures
- Photographie : Oliver T. Marsh
- Durée : 8 bobines[1]
- Date de sortie: 
  - 12 février 1923 ( États-Unis)
  - 18 juillet 1924 ( France)

## Distribution
- Mae Murray : Ninon
- Rod La Rocque : Jerry Langdon
- Robert Frazer : Capitaine Valmar
- Edmund Burns : Sonny Daimler
- Jean Hersholt : Prince Otto de Come
- Lionel Belmore : Baron Bolo
- Wilfred Lucas : Julius Furman
- Harry Northrup